# Gary O’Toole
Gary Charles O’Toole (ur. 6 sierpnia 1968) – irlandzki pływak, olimpijczyk z Seulu i Barcelony.
Podczas studiów na University College Dublin zdobył srebrny medal na 200 metrów stylem klasycznym podczas mistrzostw Europy w 1989. Zdobył również złoty medal na letniej uniwersjadzie w 1991.
Startował na igrzyskach olimpijskich w 1988 i 1992 na dystansach 100 i 200 m stylem klasycznym oraz 200 m stylem zmiennym.